# 維利諾庫普亞尼夫斯凱
47°57′47″N 35°11′54″E / 47.96306°N 35.19833°E
維利諾庫普亞尼夫斯凱（烏克蘭語：Вільнокур'янівське）是位於烏克蘭東南部的村莊，由扎波羅熱州扎波羅熱区的米哈伊利夫卡市鎮負責管轄。該村面積0.23平方公里，距離維利諾赫魯希夫斯凱2公里和維利諾安德里伊夫卡1.5公里，2001年人口25。